# تای پنینگتون
تای پنینگتون (انگلیسی: Ty Pennington؛ زادهٔ ۱۹ اکتبر ۱۹۶۴) هنرمند و مؤلف اهل ایالات متحده آمریکا است. وی از سال ۱۹۹۵ میلادی تاکنون مشغول فعالیت بوده‌است.
از فیلم‌هایی که وی در آن نقش داشته‌است می‌توان به گرازهای وحشی اشاره کرد. وی برندهٔ جوایزی همچون جوایز امی ساعات پربیننده شده‌است.